# Сотби, Джон
Джон Сотби (1740 — 1 ноября 1807) — английский аукционист, чьё имя стало названием известного аукционного дома Сотбис.
Он был племянником Сэмюэля Бейкера, основателя фирмы по продаже книг, которая впоследствии стала аукционным домом «Sotheby’s».
После смерти своего дяди в 1778 году Джон стал партнёром в его книжной аукционной фирме вместе с Джорджем Ли. Он расширил сферу деятельности фирмы, включив в неё, кроме торговли книгами, также продажу гравюр, медалей, монет и редких предметов старины.